# Јуриј Самарин
Јуриј Фјодорович Самарин (рус. Ю́рий Фёдорович Сама́рин; Санкт Петербург, 3. мај 1819 — Берлин, 31. март 1876) био је водећи руски словенофилски мислилац и један од архитеката реформе о еманципацији 1861. године.

## Биографија
Потицао је из племићке породице и од малих ногу се дружио са Константином Аксаковом. Био је ватрени обожавалац Хегела и Хомјакова,
Самарин је похађао Московски универзитет, где је међу његовим наставницима био и Михаил Погодин. Дошао је до уверења да је „Православље, и само православље, религија коју филозофија може да препозна” и да „православна црква не може постојати одвојено од Хегелове филозофије”. Самаринова дисертација је била студија о утицају Феофана Прокоповича на Руску православну цркву.
Касније се придружио владиној служби и настанио се у Риги, где га је добро укорењени утицај балтичког немачког племства изнервирао до те мере да је позвао владу да појача активности русификације у региону. Овај излив шовинизма довео је до његовог кратког затварања у Петропавловску тврђаву. (Самариново словенофилство је означено за панславизам, који је Николај I посматрао као „бунтовничку доктрину“).
У својим последњим годинама, Самарин је наставио да обилно пише о националним и „сељачким“ питањима, залажући се за постепено укидање кметства. После Јануарског устанка саветовао је Николаја Миљутина да подржи пољско сељаштво као оличење „словенске душе“ Пољске на рачун „снага латинизма“, тј. побуњеног племства и католичког свештенства. Умро је у Берлину од сепсе и саһрањен је поред Һомјакова у Данилову манастиру.